# Madeleine Cobb
Madeleine Cobb (Violet Madeleine Cobb, geb. Weston; * 3. Juli 1940 in London) ist eine ehemalige britische Sprinterin.
1958 gewann sie bei den British Empire and Commonwealth Games in Cardiff Bronze über 100 Yards und Gold mit der englischen Mannschaft in der 4-mal-110-Yards-Staffel. Bei den Europameisterschaften in Stockholm wurde sie Vierte über 100 Meter und holte mit der britischen Mannschaft Silber in der 4-mal-100-Meter-Staffel.
Bei den Olympischen Spielen 1964 in Tokio schied sie über 100 Meter im Vorlauf aus.
1969 gewann sie bei den Europäischen Hallenspielen in Belgrad Bronze über 50 Meter und wurde bei den Europameisterschaften in Athen Achte über 200 Meter. Bei den British Commonwealth Games 1970 in Edinburgh gewann sie Silber mit der englischen 4-mal-100-Meter-Stafette, und bei den Europameisterschaften 1971 in Helsinki kam sie mit der britischen 4-mal-100-Meter-Stafette auf den sechsten Platz.
1958 wurde sie Englische Meisterin über 100 Yards und 1969 sowie 1972 Englische Hallenmeisterin über 60 Meter.

## Persönliche Bestzeiten
- 50 m (Halle): 6,47 s, 12. März 1972, Grenoble
- 60 m (Halle): 7,4 s, 22. Februar 1969, Cosford
- 100 m: 11,5 s, 24. Juni 1972, Edinburgh
- 200 m: 24,16 s, 19. September 1969, Athen